# Hrabstwo Branch
Branch – hrabstwo w USA, w stanie Michigan,  na Półwyspie Dolnym, w regionie Południowy Michigan (Southern Michigan). Siedzibą hrabstwa jest Coldwater.

## Miasta
- Bronson
- Coldwater

## Wsie
- Quincy
- Sherwood

## Hrabstwo Branch graniczy z następującymi hrabstwami
- Hillsdale
- Calhoun
- St. Joseph